# Gabriel Amoretti
Pour les articles homonymes, voir Amoretti.
Joseph Charles Gabriel Amoretti, né à Toulon le 27 janvier 1861 et mort à La Valette-du-Var le 31 août 1947, est un peintre français.

## Biographie

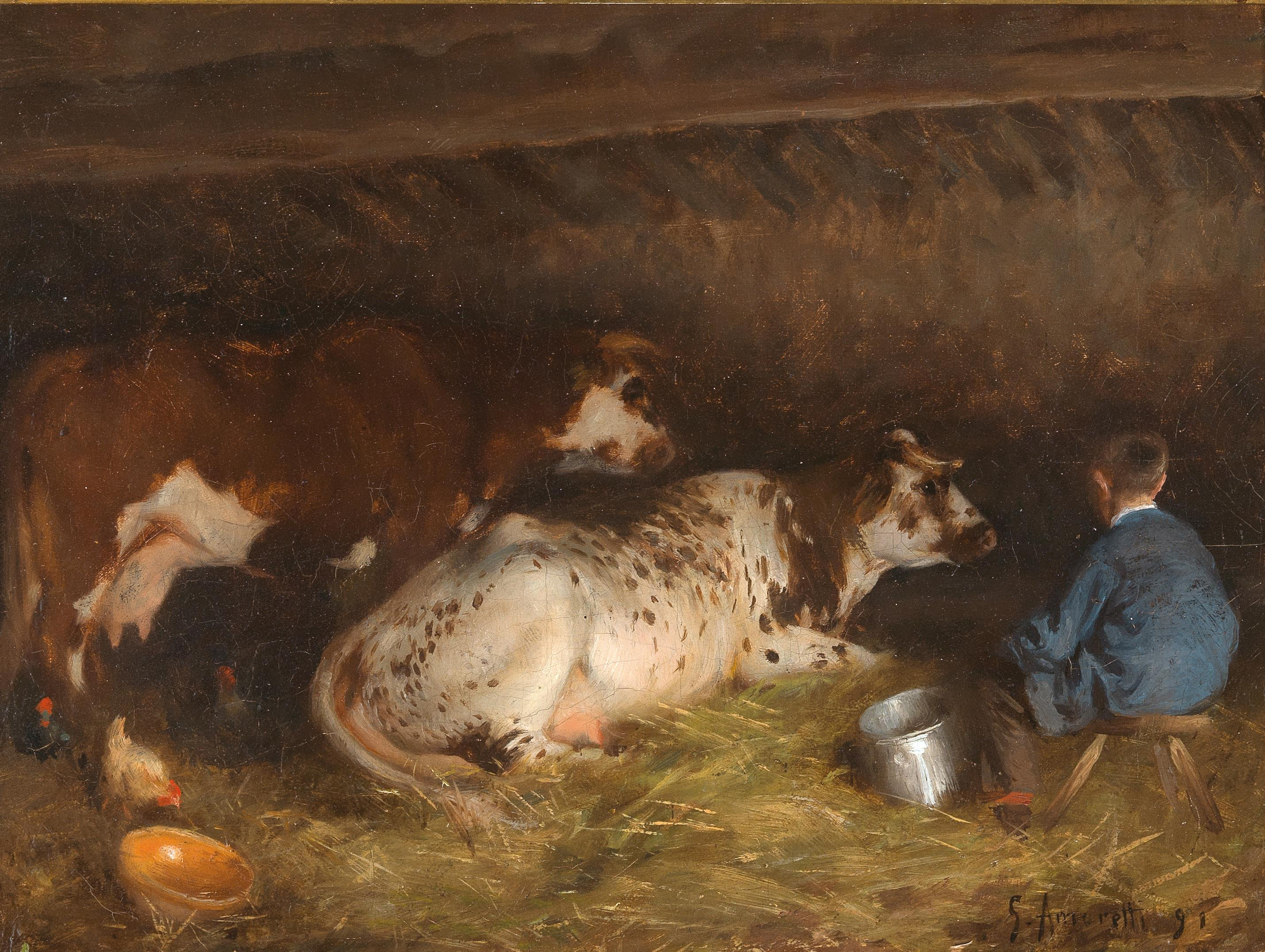
Étable (1891), localisation inconnue.

Après une formation dans les ateliers toulonnais, Gabriel Amoretti obtient en 1883 une bourse de la ville qui le permet de partir se perfectionner à Paris. Admis aux Beaux-Arts, il entre dans l'atelier de Léon Bonnat. Il travaille parallèlement pour divers journaux et revues, dont L'Illustration et Le Chat noir, auxquels il livre des dessins. Il travaille au décor de l'hôtel de ville de Paris, à l'Exposition internationale de Chicago et participe à l'Exposition universelle de 1900.
Revenu au début du siècle à Toulon, il prend la tête de l'École des beaux-arts de la ville. À sa direction pendant vingt ans, il forme de nombreux élèves, dont Edmond Barbarroux et Eugène Baboulène.
Son tableau Berger et troupeau de 1891 (musée d'Art de Toulon) montre des réminiscences de la peinture de l'École de Barbizon. À son retour dans le Midi, il s'en affranchit pour adopter une touche post-impressionniste et des coloris vifs et lumineux. Dans ses dessins comme dans ses toiles ses thèmes préférés sont les paysages et les marines qu'il contemple autour de chez lui ou de son cabanon. Il obtient néanmoins de grandes commandes officielles, comme La Cueillette des olives à Draguignan pour la chambre de commerce de Toulon en 1913 ou La Nuit de Valpurgis pour le foyer de l'opéra de Toulon qui témoignent de son aisance dans les grandes compositions.
Les tableaux d'Amoretti sont principalement conservés dans les collections publiques du département du Var. 

## Œuvres dans les collections publiques
- Hyères, musée municipal :
  - Vue du Castel Sainte-Claire, 1897, huile sur toile[2] ;
  - Bord de mer, 1897, huile sur toile[3].
- Toulon, musée d'Art :
  - Berger et troupeau, 1891, huile sur toile ;
  - Paysage, 1909, huile sur toile, 167 × 225 cm.